# 北图希诺区
北图希诺区（俄語：район Северное Тушино）是莫斯科西北行政区的一区，面积9.4平方公里，人口172,055人。滑翔机站和斯霍德尼亚站位于该区内。